# Don't Sit Down 'Cause I've Moved Your Chair
«Don't Sit Down 'Cause I've Moved Your Chair» (en español: No te sientes porque he movido tu silla) es una canción de la banda inglesa de indie rock Arctic Monkeys. La canción fue lanzada como el primer sencillo de su cuarto álbum de estudio Suck It and See y fue lanzado como descarga digital el 12 de abril de 2011. El 16 de abril, una "edición limitada marca blanca de siete pulgadas versión en vinilo" fue lanzado, seguido por el lanzamiento formal "el estándar de siete y diez pulgadas de formatos de vinilo" el 30 de mayo.  La canción fue tocada por primera vez en Zane Lowe's BBC Radio 1 el 11 de abril. El video musical del sencillo se estrenó el 14 de abril de 2011 en YouTube.
"The Blond-O-Sonic Shimmer Trap" También aparece como bonus track en la edición japonesa de Suck It and See.
En una entrevista, Alex Turner dijo que "IDST" significa "If Destroyed Still True" que en español quiere decir, "Si Se Destruye Sigue Siendo Cierto" y se considera la segunda parte de "Brick by Brick".
"Don't Sit Down 'Cause I've Moved Your Chair", se posicionó en el número veintiocho en la lista de singles del Reino Unido solo en descargas digitales para la semana del 23 de abril. Estuvo una semana en el top 40, pasando al número cuarenta y tres a la semana siguiente. Pasó seis semanas en el top 100 antes de una edición en vinilo que catapulto el sencillo al número cuarenta y dos. El sencillo se retiró de la lista cuatro semanas después. Ha estado 12 semanas en total en el top 100, su racha más larga desde 2007 de "Fluorescent Adolescent", y más de su primer sencillo anterior, "Crying Lightning". También es la más alta posición individualen Bélgica, alcanzando el puesto # 50, así como su segundo nivel más alto en Dinamarca y los Países Bajos llegando al # 6 y # 55 respectivamente.

## Lista de canciones
Todas las canciones escritas y compuestas por Alex Turner. 
| 7" (UK Record Store Day Limited Edition) |                                               |          |  |
| N.º                                      | Título                                        | Duración |  |
| 1.                                       | «Don't Sit Down 'Cause I've Moved Your Chair» | 3:04     |  |
| 2.                                       | «Brick by Brick»                              | 2:58     |  |
| 6:02                                     |                                               |          |  |

| 7"   |                                               |          |  |
| N.º  | Título                                        | Duración |  |
| 1.   | «Don't Sit Down 'Cause I've Moved Your Chair» | 3:04     |  |
| 2.   | «I.D.S.T»                                     | 1:49     |  |
| 4:53 |                                               |          |  |

| 10", MP3 digital download |                                               |          |  |
| N.º                       | Título                                        | Duración |  |
| 1.                        | «Don't Sit Down 'Cause I've Moved Your Chair» | 3:04     |  |
| 2.                        | «The Blond-O-Sonic Shimmer Trap»              | 3:25     |  |
| 3.                        | «I.D.S.T»                                     | 1:49     |  |
| 8:18                      |                                               |          |  |

## Posicionamiento
| Listas (2011)                               | Posiciones |
| ------------------------------------------- | ---------- |
| Bélgica (Flandes) (Ultratop 50)             | 50         |
| Bélgica (Valonia) (Ultratip Bubbling Under) | 21         |
| Canadian Hot 100                            | 26         |
| Dinamarca (Airplay danés)                   | 6          |
| Países Bajos (Mega Single Top 100)          | 55         |
| Germany Airplay (Media Control AG)          | 89         |
| Reino Unido (UK Singles Chart)              | 28         |
| Reino Unido (UK Indie Chart)                | 4          |